# Partecipanti al Tour de France 2023
Elenco dei partecipanti al Tour de France 2023.

## Corridori per squadra
Nota: R ritirato, NP non partito, FTM fuori tempo massimo, SQ squalificato
| Jumbo-Visma              | Jumbo-Visma              | Jumbo-Visma              | Lidl-Trek                  | Lidl-Trek                  | Lidl-Trek                  | Team Jayco AlUla       | Team Jayco AlUla           | Team Jayco AlUla       |
| ------------------------ | ------------------------ | ------------------------ | -------------------------- | -------------------------- | -------------------------- | ---------------------- | -------------------------- | ---------------------- |
| 1                        | Jonas Vingegaard         | 1º                       | 81                         | Giulio Ciccone             | 32º                        | 161                    | Simon Yates                | 4º                     |
| 2                        | Tiesj Benoot             | 24º                      | 82                         | Tony Gallopin              | 86º                        | 162                    | Lawson Craddock            | 84º                    |
| 3                        | Wilco Kelderman          | 18º                      | 83                         | Mattias Skjelmose          | 29º                        | 163                    | Luke Durbridge             | 130º                   |
| 4                        | Sepp Kuss                | 12º                      | 84                         | Alex Kirsch                | 115º                       | 164                    | Dylan Groenewegen          | 137º                   |
| 5                        | Christophe Laporte       | 80º                      | 85                         | Juan Pedro López           | 74º                        | 165                    | Chris Harper               | 16º                    |
| 6                        | Wout Van Aert            | NP 18ª                   | 86                         | Mads Pedersen              | 105º                       | 166                    | Christopher Juul Jensen    | 117º                   |
| 7                        | Dylan van Baarle         | 42º                      | 87                         | Quinn Simmons              | NP 9ª                      | 167                    | Luka Mezgec                | 112º                   |
| 8                        | Nathan Van Hooydonck     | 93º                      | 88                         | Jasper Stuyven             | 79º                        | 168                    | Elmar Reinders             | 141º                   |
| D.S.: Frans Maassen      | D.S.: Frans Maassen      | D.S.: Frans Maassen      | D.S.: Steven de Jongh      | D.S.: Steven de Jongh      | D.S.: Steven de Jongh      | D.S.: Matthew White    | D.S.: Matthew White        | D.S.: Matthew White    |
| UAE Team Emirates        | UAE Team Emirates        | UAE Team Emirates        | AG2R Citroën Team          | AG2R Citroën Team          | AG2R Citroën Team          | Team Arkéa-Samsic      | Team Arkéa-Samsic          | Team Arkéa-Samsic      |
| 11                       | Tadej Pogačar            | 2º                       | 91                         | Ben O'Connor               | 17º                        | 171                    | Warren Barguil             | 22º                    |
| 12                       | Mikkel Bjerg             | 123º                     | 92                         | Clément Berthet            | 25º                        | 172                    | Jenthe Biermans            | 128º                   |
| 14                       | Felix Großschartner      | 23º                      | 93                         | Benoît Cosnefroy           | 101º                       | 173                    | Clément Champoussin        | 51º                    |
| 15                       | Vegard Stake Laengen     | 102º                     | 94                         | Stan Dewulf                | 81º                        | 174                    | Anthony Delaplace          | 68º                    |
| 16                       | Rafał Majka              | 14º                      | 95                         | Felix Gall                 | 8º                         | 175                    | Simon Guglielmi            | 69º                    |
| 17                       | Marc Soler               | 56º                      | 96                         | Oliver Naesen              | 76º                        | 176                    | Matis Louvel               | 65º                    |
| 18                       | Matteo Trentin           | 107º                     | 97                         | Aurélien Paret-Peintre     | 55º                        | 177                    | Luca Mozzato               | 132º                   |
| 19                       | Adam Yates               | 3º                       | 98                         | Nans Peters                | 73º                        | 178                    | Laurent Pichon             | 124º                   |
| D.S.: Andrej Hauptman    | D.S.: Andrej Hauptman    | D.S.: Andrej Hauptman    | D.S.: Julien Jurdie        | D.S.: Julien Jurdie        | D.S.: Julien Jurdie        | D.S.: Arnaud Gérard    | D.S.: Arnaud Gérard        | D.S.: Arnaud Gérard    |
| Ineos Grenadiers         | Ineos Grenadiers         | Ineos Grenadiers         | Alpecin-Deceuninck         | Alpecin-Deceuninck         | Alpecin-Deceuninck         | Lotto Dstny            | Lotto Dstny                | Lotto Dstny            |
| 21                       | Egan Bernal              | 36º                      | 101                        | Mathieu van der Poel       | 57º                        | 181                    | Caleb Ewan                 | R 13ª                  |
| 22                       | Jonathan Castroviejo     | 15º                      | 102                        | Silvan Dillier             | 129º                       | 182                    | Victor Campenaerts         | 64º                    |
| 23                       | Omar Fraile              | 60º                      | 103                        | Michael Gogl               | 133º                       | 183                    | Jasper De Buyst            | 136º                   |
| 24                       | Michał Kwiatkowski       | 49º                      | 104                        | Quinten Hermans            | 113º                       | 184                    | Pascal Eenkhoorn           | 91º                    |
| 25                       | Daniel Martínez          | NP 15ª                   | 105                        | Søren Kragh Andersen       | 122º                       | 185                    | Frederik Frison            | 147º                   |
| 26                       | Thomas Pidcock           | 13º                      | 106                        | Jasper Philipsen           | 97º                        | 186                    | Jacopo Guarnieri           | NP 5ª                  |
| 27                       | Carlos Rodríguez         | 5º                       | 107                        | Jonas Rickaert             | 114º                       | 187                    | Maxim Van Gils             | 59º                    |
| 28                       | Ben Turner               | R 13ª                    | 108                        | Ramon Sinkeldam            | R 14ª                      | 188                    | Florian Vermeersch         | 120º                   |
| D.S.:Xabier Zandio       | D.S.:Xabier Zandio       | D.S.:Xabier Zandio       | D.S.: Christophe Roodhooft | D.S.: Christophe Roodhooft | D.S.: Christophe Roodhooft | D.S.: Marc Wauters     | D.S.: Marc Wauters         | D.S.: Marc Wauters     |
| Groupama-FDJ             | Groupama-FDJ             | Groupama-FDJ             | Intermarché-Circus-Wanty   | Intermarché-Circus-Wanty   | Intermarché-Circus-Wanty   | Astana Qazaqstan Team  | Astana Qazaqstan Team      | Astana Qazaqstan Team  |
| 31                       | David Gaudu              | 9º                       | 111                        | Biniam Girmay              | 125º                       | 191                    | Mark Cavendish             | R 8ª                   |
| 32                       | Kevin Geniets            | 41º                      | 112                        | Lilian Calmejane           | 77º                        | 192                    | Cees Bol                   | 149º                   |
| 33                       | Stefan Küng              | 54º                      | 113                        | Rui Costa                  | 67º                        | 193                    | David de la Cruz           | R 12ª                  |
| 34                       | Olivier Le Gac           | 131º                     | 114                        | Louis Meintjes             | R 14ª                      | 194                    | Evgenij Fëdorov            | 148º                   |
| 35                       | Valentin Madouas         | 20º                      | 115                        | Adrien Petit               | 143º                       | 195                    | Aleksej Lucenko            | 40º                    |
| 36                       | Quentin Pacher           | 63º                      | 116                        | Dion Smith                 | 111º                       | 196                    | Gianni Moscon              | 135º                   |
| 37                       | Thibaut Pinot            | 11º                      | 117                        | Mike Teunissen             | 103º                       | 197                    | Luis León Sánchez          | NP 5ª                  |
| 38                       | Lars van den Berg        | 70º                      | 118                        | Georg Zimmermann           | 47º                        | 198                    | Harold Tejada              | 34º                    |
| D.S.: Sébastien Joly     | D.S.: Sébastien Joly     | D.S.: Sébastien Joly     | D.S.: Steven De Neef       | D.S.: Steven De Neef       | D.S.: Steven De Neef       | D.S.: Aleksandr Šefer  | D.S.: Aleksandr Šefer      | D.S.: Aleksandr Šefer  |
| EF Education-EasyPost    | EF Education-EasyPost    | EF Education-EasyPost    | Cofidis                    | Cofidis                    | Cofidis                    | Uno-X Pro Cycling Team | Uno-X Pro Cycling Team     | Uno-X Pro Cycling Team |
| 41                       | Richard Carapaz          | NP 2ª                    | 121                        | Guillaume Martin           | 10º                        | 201                    | Alexander Kristoff         | 134º                   |
| 42                       | Andrey Amador            | 110º                     | 122                        | Bryan Coquard              | 98º                        | 202                    | Jonas Abrahamsen           | 85º                    |
| 43                       | Alberto Bettiol          | 83º                      | 123                        | Simon Geschke              | R 18ª                      | 203                    | Anthon Charmig             | 99º                    |
| 44                       | Esteban Chaves           | R 14ª                    | 124                        | Ion Izagirre               | 45º                        | 204                    | Tobias Halland Johannessen | 30º                    |
| 45                       | Magnus Cort Nielsen      | 96º                      | 125                        | Victor Lafay               | R 20ª                      | 205                    | Rasmus Tiller              | 108º                   |
| 46                       | Neilson Powless          | 66º                      | 126                        | Anthony Perez              | NP 18ª                     | 206                    | Torstein Træen             | 95º                    |
| 47                       | James Shaw               | R 14ª                    | 127                        | Alexis Renard              | NP 17ª                     | 207                    | Søren Wærenskjold          | 140º                   |
| 48                       | Rigoberto Urán           | 71º                      | 128                        | Axel Zingle                | 142º                       | 208                    | Jonas Gregaard             | 43º                    |
| D.S.: Juan Manuel Gárate | D.S.: Juan Manuel Gárate | D.S.: Juan Manuel Gárate | D.S.: Gorka Gerrikagoitia  | D.S.: Gorka Gerrikagoitia  | D.S.: Gorka Gerrikagoitia  | D.S.: Stig Kristiansen | D.S.: Stig Kristiansen     | D.S.: Stig Kristiansen |
| Soudal Quick-Step        | Soudal Quick-Step        | Soudal Quick-Step        | Movistar Team              | Movistar Team              | Movistar Team              | TotalEnergies          | TotalEnergies              | TotalEnergies          |
| 51                       | Julian Alaphilippe       | 33º                      | 131                        | Enric Mas                  | R 1ª                       | 211                    | Peter Sagan                | 127º                   |
| 52                       | Kasper Asgreen           | 87º                      | 132                        | Ruben Guerreiro            | R 14ª                      | 212                    | Edvald Boasson Hagen       | 100º                   |
| 53                       | Rémi Cavagna             | 106º                     | 133                        | Alex Aranburu              | 52º                        | 213                    | Mathieu Burgaudeau         | 31º                    |
| 54                       | Tim Declercq             | 118º                     | 134                        | Gorka Izagirre             | 37º                        | 214                    | Steff Cras                 | R 8ª                   |
| 55                       | Dries Devenyns           | 119º                     | 135                        | Matteo Jorgenson           | NP 16ª                     | 215                    | Valentin Ferron            | 89º                    |
| 56                       | Fabio Jakobsen           | NP 12ª                   | 136                        | Gregor Mühlberger          | 44º                        | 216                    | Pierre Latour              | 75º                    |
| 57                       | Yves Lampaert            | 104º                     | 137                        | Nelson Oliveira            | 53º                        | 217                    | Daniel Oss                 | 88º                    |
| 58                       | Michael Mørkøv           | 150º                     | 138                        | Antonio Pedrero            | R 14ª                      | 218                    | Anthony Turgis             | 94º                    |
| D.S.: Tom Steels         | D.S.: Tom Steels         | D.S.: Tom Steels         | D.S.: Yvon Ledanois        | D.S.: Yvon Ledanois        | D.S.: Yvon Ledanois        | D.S.: Thibaut Mace     | D.S.: Thibaut Mace         | D.S.: Thibaut Mace     |
| Bahrain Victorious       | Bahrain Victorious       | Bahrain Victorious       | Team DSM-Firmenich         | Team DSM-Firmenich         | Team DSM-Firmenich         |                        |                            |                        |
| 62                       | Mikel Landa              | 19º                      | 141                        | Romain Bardet              | R 14ª                      |                        |                            |                        |
| 63                       | Nikias Arndt             | 121º                     | 142                        | John Degenkolb             | 145º                       |                        |                            |                        |
| 64                       | Phil Bauhaus             | R 17ª                    | 143                        | Matthew Dinham             | 58º                        |                        |                            |                        |
| 65                       | Pello Bilbao             | 6º                       | 144                        | Alexander Edmondson        | 146º                       |                        |                            |                        |
| 66                       | Jack Haig                | 28º                      | 145                        | Nils Eekhoff               | 138º                       |                        |                            |                        |
| 67                       | Matej Mohorič            | 72º                      | 146                        | Chris Hamilton             | 46º                        |                        |                            |                        |
| 68                       | Wout Poels               | 27º                      | 147                        | Kevin Vermaerke            | 61º                        |                        |                            |                        |
| 69                       | Fred Wright              | 92º                      | 148                        | Sam Welsford               | 144º                       |                        |                            |                        |
| D.S.: Gorazd Štangelj    | D.S.: Gorazd Štangelj    | D.S.: Gorazd Štangelj    | D.S.: Matthew Winston      | D.S.: Matthew Winston      | D.S.: Matthew Winston      |                        |                            |                        |
| Bora-Hansgrohe           | Bora-Hansgrohe           | Bora-Hansgrohe           | Israel-Premier Tech        | Israel-Premier Tech        | Israel-Premier Tech        |                        |                            |                        |
| 71                       | Jai Hindley              | 7º                       | 151                        | Michael Woods              | 48º                        |                        |                            |                        |
| 72                       | Emanuel Buchmann         | 21º                      | 152                        | Guillaume Boivin           | 126º                       |                        |                            |                        |
| 73                       | Marco Haller             | 78º                      | 153                        | Simon Clarke               | 109º                       |                        |                            |                        |
| 74                       | Bob Jungels              | 26º                      | 154                        | Hugo Houle                 | 38º                        |                        |                            |                        |
| 75                       | Patrick Konrad           | 82º                      | 155                        | Krists Neilands            | 50º                        |                        |                            |                        |
| 76                       | Jordi Meeus              | 139º                     | 156                        | Nick Schultz               | 39º                        |                        |                            |                        |
| 77                       | Nils Politt              | 62º                      | 157                        | Corbin Strong              | 90º                        |                        |                            |                        |
| 78                       | Danny van Poppel         | 116º                     | 158                        | Dylan Teuns                | 35º                        |                        |                            |                        |
| D.S.: Rolf Aldag         | D.S.: Rolf Aldag         | D.S.: Rolf Aldag         | D.S.: Rik Verbrugghe       | D.S.: Rik Verbrugghe       | D.S.: Rik Verbrugghe       |                        |                            |                        |

### Legenda
| Dorsale       | Dorsale di partenza del ciclista | Posizione     | Posizione finale nella classifica generale               |
| Maglia gialla | Indica il vincitore della classifica generale                                                                                        | Maglia a pois | Indica il vincitore della classifica dei GPM             |
| Maglia verde  | Indica il vincitore della classifica a punti                                                                                         | Maglia bianca | Indica il vincitore della classifica dei giovani         |
| NP            | Indica un ciclista che non è ripartito in una tappa la mattina                                                                       | R             | Indica un ciclista che si è ritirato in una tappa        |
| FTM           | Indica un ciclista che ha concluso una tappa fuori tempo, ossia ha impiegato più tempo rispetto a quanto stabilito dal tempo massimo | EX            | Corridore escluso per non aver rispettato il regolamento |

## Ciclisti per nazione
Le nazionalità rappresentate nella manifestazione sono 30; in tabella il numero dei ciclisti suddivisi per la propria nazione di appartenenza:
| Numero ciclisti | Nazione                                                       |
| --------------- | ------------------------------------------------------------- |
| 32              | Francia                                                       |
| 21              | Belgio                                                        |
| 14              | Spagna, Paesi Bassi                                           |
| 12              | Australia                                                     |
| 11              | Danimarca                                                     |
| 8               | Norvegia                                                      |
| 7               | Germania, Gran Bretagna, Italia                               |
| 6               | Austria, Stati Uniti                                          |
| 5               | Colombia                                                      |
| 3               | Canada, Lussemburgo, Portogallo, Slovenia                     |
| 2               | Nuova Zelanda, Polonia, Svizzera, Kazakistan                  |
| 1               | Costa Rica, Lettonia, Sudafrica, Ecuador, Eritrea, Slovacchia |

### Quadro d'insieme nazionalità e tappe
| Nazione       | Corridori partenti | Corridori arrivati | Tappe vinte                                         |
| ------------- | ------------------ | ------------------ | --------------------------------------------------- |
| Francia       | 32                 | 28                 | 1 (Victor Lafay)                                    |
| Belgio        | 21                 | 19                 | 5 (4 Jasper Philipsen, Jordi Meeus)                 |
| Paesi Bassi   | 14                 | 12                 | 1 (Wout Poels)                                      |
| Spagna        | 14                 | 10                 | 3 (Pello Bilbao, Ion Izagirre, Carlos Rodríguez)    |
| Australia     | 12                 | 11                 | 1 (Jai Hindley)                                     |
| Danimarca     | 11                 | 11                 | 3 (Mads Pedersen, Jonas Vingegaard, Kasper Asgreen) |
| Norvegia      | 8                  | 8                  | -                                                   |
| Germania      | 7                  | 5                  | -                                                   |
| Gran Bretagna | 7                  | 4                  | 1 (Adam Yates)                                      |
| Italia        | 7                  | 6                  | -                                                   |
| Austria       | 6                  | 6                  | 1 (Felix Gall)                                      |
| Stati Uniti   | 6                  | 4                  | -                                                   |
| Colombia      | 5                  | 3                  | -                                                   |
| Canada        | 3                  | 3                  | 1 (Michael Woods)                                   |
| Lussemburgo   | 3                  | 3                  | -                                                   |
| Portogallo    | 3                  | 2                  | -                                                   |
| Slovenia      | 3                  | 3                  | 3 (2 Tadej Pogačar, Matej Mohorič)                  |
| Nuova Zelanda | 2                  | 2                  | -                                                   |
| Polonia       | 2                  | 2                  | 1 (Michał Kwiatkowski)                              |
| Svizzera      | 2                  | 2                  | -                                                   |
| Kazakistan    | 2                  | 2                  | -                                                   |
| Costa Rica    | 1                  | 1                  | -                                                   |
| Lettonia      | 1                  | 1                  | -                                                   |
| Sudafrica     | 1                  | 0                  | -                                                   |
| Ecuador       | 1                  | 0                  | -                                                   |
| Eritrea       | 1                  | 1                  | -                                                   |
| Slovacchia    | 1                  | 1                  | -                                                   |
| Totale        | 176                | 150                | 21                                                  |